# Junonia oenone
Espèce
Statut de conservation UICN

 LC  : Préoccupation mineure
Junonia oenone (« Dark Blue Pansy » pour les anglophones) est une espèce de lépidoptères diurnes, de la famille des Nymphalidae.

## Taxinomie
Liste des sous-espèces
- Junonia oenone oenone dans le sud de l'Arabie et en Afrique, sauf Afrique du Nord et Sahara.
- Junonia oenone epiclelia Boisduval, 1833 ; à Madagascar.